# Партия на независимостта
Партията на независимостта (на исландски: Sjálfstæðisflokkurinn) е дясноцентристка либералноконсервативна политическа партия в Исландия.
Създадена през 1929 година със сливането на Консервативната и Либералната партия, тя е водещата политическа партия в страната през следващите десетилетия, като оглавява правителствени коалиции през 1933 – 1934, 1942, 1946 – 1956, 1959 – 1971, 1974 – 1978, 1983 – 2009 и от 2013 година.
На изборите през 2016 година е първа политическа сила с 29% от гласовете и 21 от 63 места в парламента.